# Wybory parlamentarne w Belize w 1993 roku

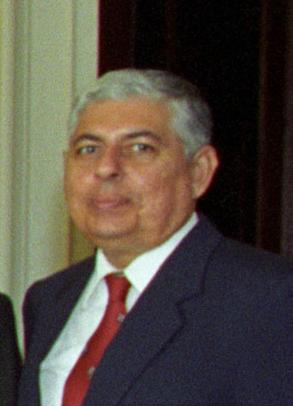
Manuel Esquivel

Wybory parlamentarne w Belize w 1993 roku zostały przeprowadzone 30 czerwca w celu wyłonienia 29 członków Izby Reprezentantów. Przeprowadzeniem wyborów zajmował się Departament Wyborów i Granic, będący organem podrzędnym wobec Komisji Wyborów i Granic. Najwięcej mandatów (16) uzyskała Zjednoczona Partia Demokratyczna (UDP), mimo że przegrała w wynikach procentowych ze Zjednoczoną Partią Ludową (PUP) różnicą 2,5%. UDP wraz ze swoim liderem, Manuelem Esquivelem, odzyskało władzę utraconą w wyniku wyborów z 1989 roku. PUP w porównaniu do poprzednich wyborów utraciła dwa mandaty, UDP - zyskała trzy.
W tym samym roku w Belize przeprowadzono wybory uzupełniające w okręgu Freetown, które nie zmieniły jednak rozkładu mandatów do Izby Reprezentantów.

## Wyniki wyborów parlamentarnych
Do udziału w wyborach uprawnionych były 98 371 osoby. Głosy oddało 70 431 obywateli, co dało frekwencję na poziomie 71,6%. Głosy można było oddać na jednego z 60 kandydatów.
|  | Partia                           | Głosy  | Procent | Mandaty | % mandatów |
|  | -------------------------------- | ------ | ------- | ------- | ---------- |
|  | Zjednoczona Partia Ludowa        | 36 082 | 51,2%   | 13      | 44,83%     |
|  | Zjednoczona Partia Demokratyczna | 34 306 | 48,7%   | 16      | 55,17%     |
|  | Kandydaci niezależni             | 43     | 0,1%    | -       | -          |
|  | Głosy nieważne                   | 499    | 0,7%    | -       | -          |
|  | Razem głosy ważne                | 70 431 | 100,0%  | 29      | 100,0%     |